# Ninja Hattori-kun
Ninja Hattori-kun (忍者ハットリくん)  é uma série de mangá e anime criada por Motoo Abiko.
Esta é a história de uma família de 3 pessoas (Kenishi e os seus pais). A família vivia normalmente até que um dia aparece Hattori e fica a viver em casa deles ajudando a família nos seus problemas com as suas artes ninjas. Tem que ajudar nomeadamente o Kenishi para conquistar Yumeko, a sua apaixonada, para denegrir Kemomaki, que o aterroriza todos os dias na escola, que é também um ninja e para tirar boas notas na escola, pois ele é mau aluno e muito preguiçoso. Esse Kemomaki é o rival de Hattori, pois as suas famílias já eram rivais há muito tempo, e de Kenishi pois também quer conquistar Yumeko e faz de tudo para humilhar Kenishi à sua frente.
Certo dia, aparece Xin-So, o irmão de Hattori para viver com eles. Xin-So é um ninja aprendiz, cuja arma secreta é o choro, que é tão alto, que parte tudo! Shishimaru é um cão ninja, que fala e que também chega à cidade para viver com Hattori. De 3 pessoas passam a 6. Também há outras personagens como Tsubame, uma menina ninja apaixonada por Hattori que usa os seus truques ninja para deixar Hattori caidinho por si. Outra personagem é o professor de Kenishi, que está sempre a ralhar com ele graças a Kemomaki, que faz as parvoeiras e culpa Kenishi. Ainda há mais outra personagem chamada Kageshiu, que é o gato ninja de Kemomaki e o seu caparro, pois faz tudo o que ele manda e está sempre a espiar Kenishi para fazerem maldades. Já para não falar do Toguegiro, um cacto com super-poderes mentais que consistem em teletransportá-lo a qualquer lugar. Quando ele fica enfurecido, lança picos a alguém que o maltrate.
Em Portugal, foi exibido no Canal Panda em espanhol (com legendas em português).